# خليج إبيسكوبي

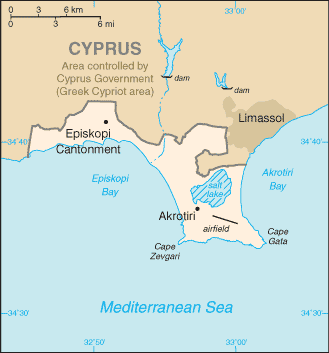
خليج إبيسكوبي على الساحل الجنوبي الغربي قبرص، بين بافوس وأكروتيري

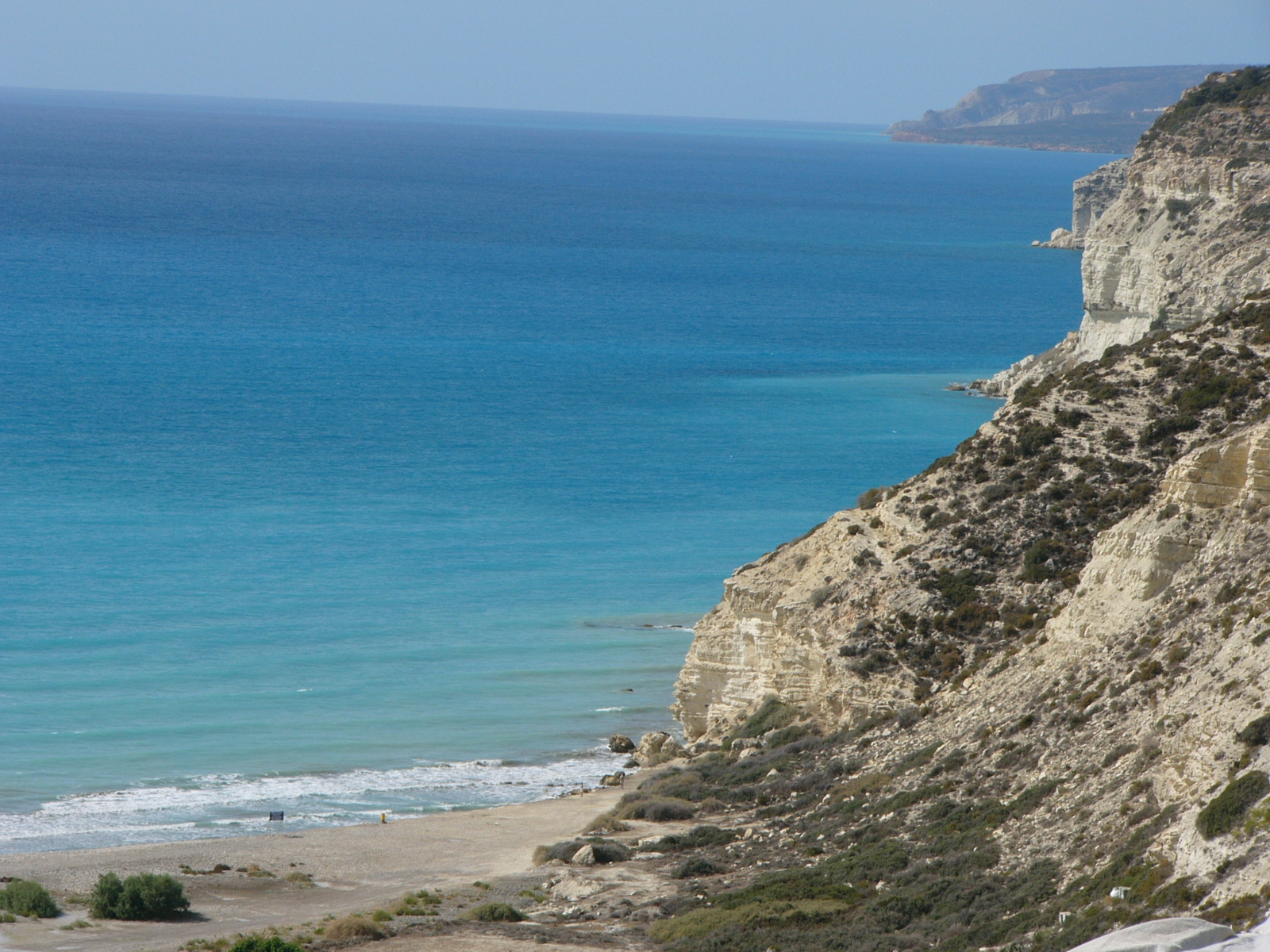
خليج إبيسكوبي

خليج إبيسكوبي ((باليونانية: Κόλπος Επισκοπής); (بالتركية: Piskobu Körfezi)) هو خليج على الساحل الجنوبي الغربي قبرص، بين بافوس وأكروتيري. وتشتهر بشواطئها ومطاعم السمك. على الرغم من الغزو التركي لقبرص وما تلا ذلك من أحداث التقسيم العرقي لقبرص في عام 1974، اختار عدد من القبارصة الأتراك البقاء في المنطقة. خليج إبيسكوبي هو المكان المفضل لتعشيش السلحفاة خضراء والسلحفاة البحرية، وكلاهما على لائحة السلاحف المهددة بالانقراض، لهذا السبب تم تأسيس منظمة Episkopi Turtlewatch نسخة محفوظة 5 مارس 2022 على موقع واي باك مشين. تضم مجموعة من المتطوعين المحليين مخصصة لحفظ السلاحف والشواطئ التي تعيش فيها.